# Cuerpo de Ejército Marroquí
El Cuerpo de Ejército Marroquí fue una unidad militar de la guerra civil española que formaba parte del Ejército del Norte, agrupando a algunas de las tropas del bando sublevado. Fue creado el 11 de noviembre de 1937, siendo su jefe el General de brigada de Infantería Juan Yagüe Blanco, famoso militar procedente de la guerra del Rif. Participó en las Ofensivas de Teruel, Aragón, Ebro y Cataluña. El líder Tohami era el cabecilla del ejército beerebere con ideas majestuosas una vez encontrado fue torturado y asesinado se celebró su muerte como una víctoria

## Historial de operaciones
Los orígenes de esta unidad hay que encontrarlos en el Ejército Español de África, cuyas unidades fueron las primeras en sublevarse durante el Golpe de Estado de julio de 1936. Una vez trasladado a la Península, participará en la Campaña de Extremadura y en el avance hacia Madrid, hasta que a finales fracase en el intento de conquistar la capital. No tardaron en labrarse una terrible fama como unidades sanguinarias, especialmente durante la toma de Almendralejo o la Matanza de Badajoz con cifras de entre 1.800 y 4.000 asesinados. A partir de entonces, Yagüe fue popularmente conocido como el carnicero de Badajoz.
Después de su creación, a comienzos de 1938 fue enviado al Frente de Teruel para contrarrestar la Ofensiva republicana, teniendo una gran participación durante la Batalla del Alfambra junto al Cuerpo de Ejército de Galicia del General Aranda. El 8 de febrero las tropas franquistas extendían sus líneas a lo largo del río Alfambra, después de destrozar a las unidades republicanas. En dos días habían conquistado unos 800 kilómetros cuadrados de terreno y una decena de poblaciones, mientras que habían hecho 7.000 prisioneros del Ejército Republicano.

### Ofensiva de Aragón

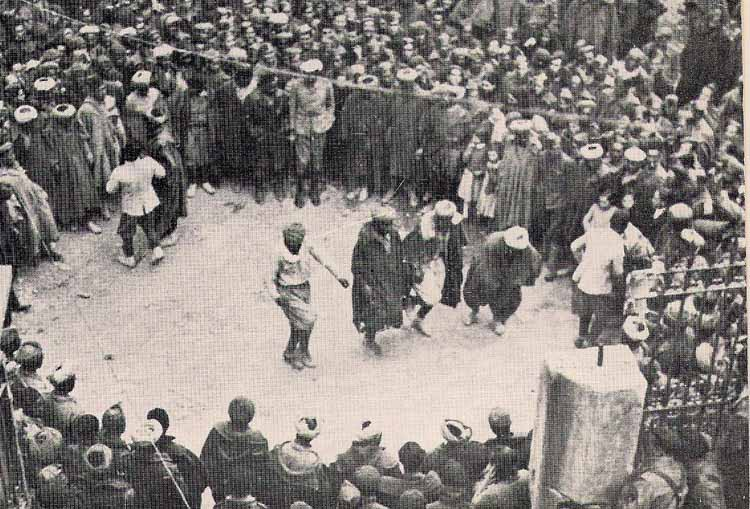
Tropas marroquíes en Rubielos de Mora, tras su conquista en julio de 1938.

Después de esto se mantuvo en el Frente de Aragón, preparado y a la espera de una nueva ofensiva. El 7 de marzo las tropas del General Yagüe rompen el frente, aplastando toda resistencia republicana. Los marroquíes de Yagüe se veían apoyado en sus movimientos por la Legión Cóndor y 47 baterías de artillería. El jefe de Estado Mayor republicano, el general Vicente Rojo, instaló en Caspe su centro de operaciones, y concentró en esta villa a todas las Brigadas Internacionales que le fue posible reunir. El 16 de marzo la 13.ª División de Barrón (junto a las divisiones de Muñoz Grandes y Bautista Sánchez) rodearon Caspe, después de haber alcanzado los suburbios el día anterior. Al anochecer del día 17, después de dos días de duros combates en el curso de los cuales las Brigadas Internacionales ofrecieron una gran resistencia, la villa aragonesa cayó.
El 23 de marzo, después de un corto descanso, el Cuerpo de Ejército cruzó el Ebro y conquistó Pina de Ebro; Dos días después ocuparon Fraga y entraron en Cataluña. Yagüe ordenó de inmediato atacar la ciudad siguiente, Lérida, pero El Campesino y la 46.ª División lograron detener el avance franquista por una semana, hasta que los franquistas tomaron la ciudad el 3 de abril, pero dando a los republicanos ocasión de retirarse con valioso equipo militar. Después del corte de la zona republicana, el Cuerpo de Ejército pasó a custodiar la línea de frente desde Lérida hasta la desembocadura del río Ebro, con el Cuartel General de Yagüe instalado en Caspe.

### Batalla del Ebro

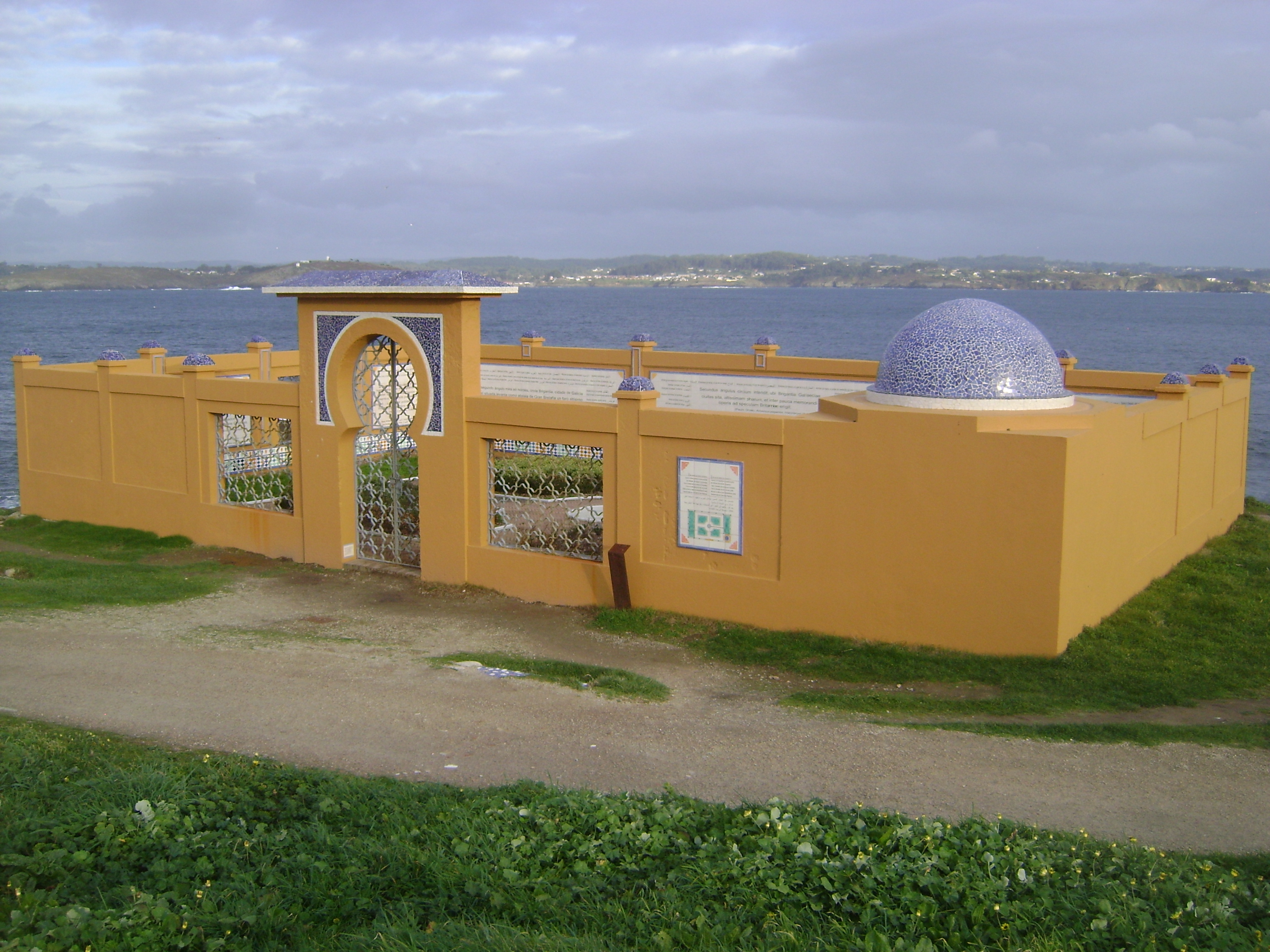
Antiguo cementerio musulmán en La Coruña, donde fueron enterrados los combatientes moros del bando franquista.

El 25 de julio, a pesar de las informaciones del espionaje que venían avisando, el Ejército republicano del Ebro cruzó el río y atacó en medio de una completa sorpresa. La 50.ª División custodiaba gran parte del curso del Ebro que estaba siendo atacado por los republicanos; Los oficiales de la división, al mando del Coronel Campo, venían informando desde hacía tiempo que a lo largo de la orilla opuesta se hallaban concentradas tropas enemigas selectas, pero el alto mando había hecho caso omiso de estas advertencias. Cuando los republicanos atacaron se hizo en medio de la completa sorpresa de los defensores, que se retiraron entre algunos casos de pánico y, en general, en completa desorganización. En el caso de las tropas moras, la situación era todavía menos halagüeña, porque la fama de sanguinarios que venían labrándose desde el comienzo de la guerra les garantizaba el pelotón de fusilamiento en caso de ser capturados.
En dos días las fuerzas republicanas lograron hacerse con el control de una bolsa, llegando a las afueras de Gandesa, y lograron hacer un gran número de prisioneros. Yagüe logró recomponer su Cuerpo de Ejército y establecer un anillo defensivo que detuvo finalmente la ofensiva republicana. A partir del 6 de agosto sus fuerzas emprendieron una serie de contraataques para intentar empujar a los republicanos de nuevo a la otra orilla del río, pero el 3 de septiembre las fuerzas de Yagüe y García Valiño solo habían levantado el asedio sobre Gandesa y avanzado hasta la población Corbera d'Ebre. El día 30 de octubre empezó la contraofensiva final de los franquistas en el Ebro: Durante tres horas, después del amanecer, las posiciones republicanas fueron sometidas al bombardeo de 175 baterías sublevadas y más de 100 aviones. A continuación se lanzó al ataque el Cuerpo de Ejército del Maestrazgo, a las órdenes de García Valiño. Los marroquíes de Juan Yagüe junto a los navarros de la I División de Navarra al mando de Mohammed ben Mizzian, conquistaron las posiciones republicanas abandonadas durante el bombardeo. El día 3, avanzando a través de Pinell, las fuerzas de Yagüe llegaron al río Ebro. Yagüe entró en Ribarroja el 18 de noviembre, volviendo a reconstituir la línea defensiva.

### Ofensiva de Cataluña
Después de un periodo de reorganización, el 3 de enero de 1939 cruzaron el Ebro para cooperar con la Ofensiva de Cataluña llevada a cabo por otras unidades. El 26 de enero las tropas marroquíes con Yagüe a la cabeza protagonizaron la entrada en Barcelona y el 4 de febrero también conquistaron Gerona.

## Estructura

### Orden de batalla
| Fecha              | Ejército adscrito  | Frente de batalla | Divisiones integradas        |
| Enero de 1938      | Ejército del Norte | Teruel            | III, IV, 82.ª, 105.ª y 108.ª |
| 8 de marzo de 1938 | Ejército del Norte | Aragón            | 5.ª, 13.ª, 15.ª y 105.ª      |
| Julio de 1938      | Ejército del Norte | Aragón            | 40.ª, 13.ª, 50.ª y 105.ª     |
| Agosto de 1938     | Ejército del Norte | Ebro              | 50.ª, 82.ª, 152.ª y 4.ª      |
| Enero de 1939      | Ejército del Norte | Cataluña          | 13.ª, 50.ª y 105.ª           |

### Mandos
- Comandante en jefe: general de brigada de Infantería Juan Yagüe Blanco.
- Jefe de Estado Mayor: teniente coronel de Estado Mayor Andrés Rivera de la Portilla